# David C. Downing
David C. Downing (ur. 31 stycznia 1951 w Nowym Jorku) – amerykański filolog i pisarz, wykładowca w Elizabethtown College w Pensylwanii, znawca twórczości C.S. Lewisa i grupy Inklingów. 
Wykształcenie zdobył na UCLA (Uniwersytet Kalifornijski w Los Angeles). Jest autorem czterech książek na temat C.S. Lewisa i cyklu narnijskiego, jednej dotyczącej wojny secesyjnej oraz prozy „W poszukiwaniu króla. Powieść o Inklingach”. Jest także autorem licznych artykułów naukowych. Jego dzieła były tłumaczone na kilka języków.

## Publikacje dostępne w języku polskim
- „W poszukiwaniu króla. Powieść o Inklingach”, eSPe, Kraków 2011. ISBN 978-83-7482-415-6
- „Wyprawa w głąb szafy”, Media Rodzina, Poznań 2006.